# Championnat du Nigeria de football 2003
Navigation
Saison précédente Saison suivante
La saison 2003 du Championnat du Nigeria de football est la treizième édition de la première division professionnelle à poule unique au Nigeria, la First Division League. Dix-huit clubs prennent part au championnat qui prend la forme d'une poule unique où toutes les équipes se rencontrent deux fois au cours de la saison. À la fin du championnat, les quatre derniers du classement sont relégués et remplacés par les quatre meilleures équipes de Division II, la deuxième division nigériane.
C'est le club d'Enyimba FC, double tenant du titre, qui remporte à nouveau le championnat après avoir terminé en tête du classement final, avec cinq points d'avance sur un duo composé d'Enugu Rangers et de Julius Berger FC. C'est le 3e titre de champion du Nigeria de l'histoire du club qui réussit une année exceptionnelle avec son succès en Ligue des champions.

## Les clubs participants
| - Julius Berger FC - Sharks FC - Plateau United - Enyimba FC - Jigawa Golden Stars - Enugu Rangers - Gombe United FC - Bendel Insurance - Kano Pillars | - Wikki Tourists FC - Iwuanyanwu Nationale - Kwara United FC - Promu de Division II - Dolphin FC - Promu de Division II - Delta United - Promu de Division II - Sunshine Stars FC - Lobi Stars FC - Gabros International - Niger Tornadoes - Promu de Division II |

## Compétition
Le barème de points servant à établir le classement se décompose ainsi :
- Victoire : 3 points
- Match nul : 1 point
- Défaite : 0 point

### Classement
| Rang | Équipe               | Pts | J  | G  | N  | P  | Bp | Bc | Diff |
| ---- | -------------------- | --- | -- | -- | -- | -- | -- | -- | ---- |
| 1    | Enyimba FC (T) (C1)  | 63  | 34 | 19 | 6  | 9  | 39 | 19 | +20  |
| 2    | Julius Berger FC     | 58  | 34 | 17 | 7  | 10 | 43 | 26 | +17  |
| 3    | Enugu Rangers        | 58  | 34 | 18 | 4  | 12 | 37 | 28 | +9   |
| 4    | Plateau United       | 54  | 34 | 16 | 6  | 12 | 28 | 27 | +1   |
| 5    | Iwuanyanwu Nationale | 53  | 34 | 16 | 5  | 13 | 39 | 29 | +10  |
| 6    | Gabros International | 53  | 34 | 16 | 5  | 13 | 35 | 33 | +2   |
| 7    | Wikki Tourists FC    | 49  | 34 | 15 | 4  | 15 | 32 | 35 | -3   |
| 8    | Bendel Insurance     | 48  | 34 | 14 | 6  | 14 | 33 | 32 | +1   |
| 9    | Niger Tornadoes (P)  | 47  | 34 | 14 | 5  | 15 | 31 | 29 | +2   |
| 10   | Gombe United FC      | 47  | 34 | 13 | 8  | 13 | 33 | 35 | -2   |
| 11   | Kano Pillars         | 47  | 34 | 14 | 5  | 15 | 31 | 35 | -4   |
| 12   | Lobi Stars FC (C)    | 47  | 34 | 15 | 2  | 17 | 32 | 40 | -8   |
| 13   | Kwara United FC (P)  | 46  | 34 | 14 | 4  | 16 | 32 | 36 | -4   |
| 14   | Dolphin FC (P)       | 45  | 34 | 13 | 6  | 15 | 36 | 32 | +4   |
| 15   | Sharks FC            | 44  | 34 | 12 | 8  | 14 | 35 | 40 | -5   |
| 16   | Delta United (P)     | 42  | 34 | 12 | 6  | 16 | 30 | 36 | -6   |
| 17   | Jigawa Golden Stars  | 36  | 34 | 11 | 3  | 20 | 20 | 34 | -14  |
| 18   | Sunshine Stars FC    | 31  | 34 | 7  | 10 | 17 | 20 | 40 | -20  |

|  | Qualification pour la Ligue des champions de la CAF 2004                                                                                           |
|  | Qualification pour la Coupe de la CAF 2004 |
|  | Relégation en Division Two |
|  | (T) : Tenant du titre (C1) : Vainqueur de la Ligue des champions de la CAF 2003 (C) : Vainqueur de la Coupe du Nigeria (P) : Promu de Division Two |

## Bilan de la saison
| Championnat du Nigeria de football 2003 |                       |
| Champion                                | Enyimba FC (3e titre) |
| Coupes et trophées                      |                       |
| Vainqueur de la Coupe du Nigeria 2003   | Lobi Stars FC         |
| Qualifications continentales            |                       |
| Ligue des champions de la CAF 2004      | Enyimba FC (tenant)   |
| Ligue des champions de la CAF 2004      | Julius Berger FC      |
| Coupe de la CAF 2004                    | Lobi Stars FC         |
| Coupe de la CAF 2004                    | Enugu Rangers         |
| Promotions et relégations               |                       |
| Promus en First Division                | Mighty Jets FC        |
| Promus en First Division                | El-Kanemi Warriors    |
| Promus en First Division                | NPA FC                |
| Promus en First Division                | Shooting Stars FC     |
| Relégués en Division II                 | Sharks FC             |
| Relégués en Division II                 | Delta United          |
| Relégués en Division II                 | Jigawa Golden Stars   |
| Relégués en Division II                 | Sunshine Stars FC     |